# Vicia caroliniana
Vicia caroliniana là một loài thực vật có hoa trong họ Đậu. Loài này được Walter miêu tả khoa học đầu tiên.

## Hình ảnh

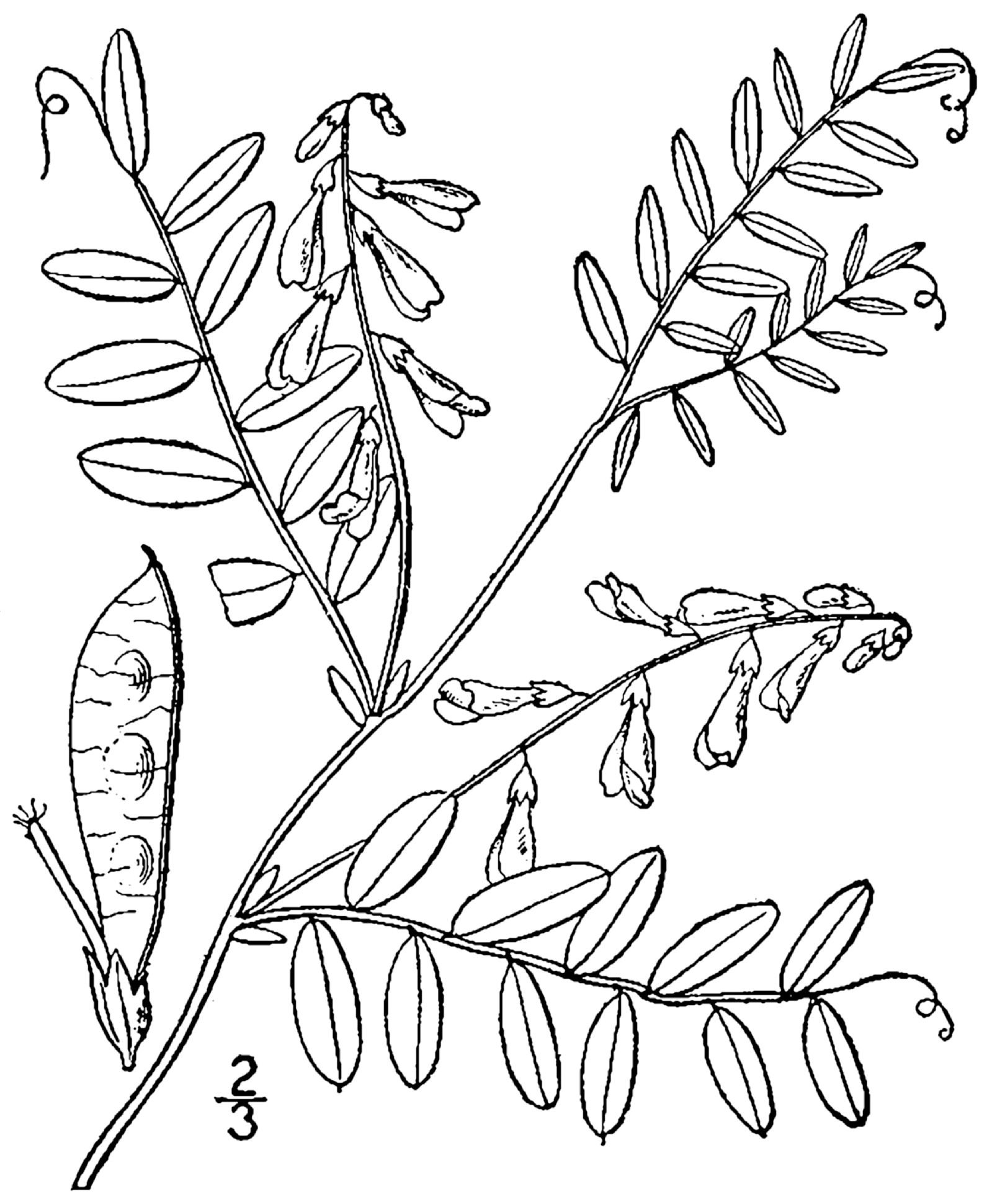